# Erebophasma
Erebophasma is een geslacht van vlinders van de familie Uilen (Noctuidae), uit de onderfamilie Noctuinae.

## Soorten
- E. haematina Boursin, 1963
- E. satanas Boursin, 1964
- E. subvittata Corti, 1928
- E. vittata Staudinger, 1895